# ضدبارداری حیات وحش
ضدبارداری حیات وحش (به انگلیسی: Wildlife contraceptive)، داروهای ضدبارداری هستند که برای تنظیم باروری جانوران وحشی استفاده می‌شوند. آنها برای کنترل رشد جمعیت در برخی از جانوران وحشی استفاده می‌شوند.

## کاربرد
گوزن دم‌سفید ممکن است با داروهای ضدبارداری در مناطق حومه شهر کنترل شود، جایی که گاهی آزاردهنده هستند. در بخش‌هایی از ایالات متحده، با تیرهای دارای واکسن ضدبارداری شلیک می‌شود و به‌طور موقت آنها را نابارور می‌کند. انجمن انسانی ایالات متحده یک برنامه کنترل تولد گوزن را اجرا می‌کند، اما آزمایشی است. ممکن است در دراز مدت مقرون به صرفه نباشد.  ممکن است ۳۰۰ دلار تا ۱۰۰۰ دلار برای هر گوزن هزینه داشته باشد.
یکی از واکسن‌های ضدبارداری مورد استفاده، خوک زونا پلوسیدا (PZP) یا فراورده‌های آن است. این نوع پیشگیری از بارداری مانع از دسترسی اسپرم به تخمک می‌شود. نوع دیگری از پیشگیری از بارداری گوزن، به نام GonaCon، آنتی‌بادی‌هایی را علیه هورمون‌های جنسی در گوزن‌ها تولید می‌کند و سبب می‌شود تا آنها علاقه خود به جفت‌گیری را از دست بدهند.
شکل‌های مشابهی از ضدبارداری تزریقی برای استفاده در گوزن الک و سنجاب خاکستری مورد مطالعه قرار گرفته‌است.
کبوترها برای چندین دهه هدف داروهای آزمایشی ضدبارداری بوده‌اند. یک ضدبارداری خوراکی برای کنترل غازهای کانادایی استفاده می‌شود.